# Jon Lancaster
Jon Lancaster (Leeds, Inglaterra, 10 de diciembre de 1988) es un piloto de automovilismo británico.
Ha participado en diversas categorías de automovilismo incluyendo la Fórmula 3 Euroseries, la Fórmula Renault 3.5, la Auto GP y la GP2 Series.

## Resultados

### GP2 Series
(Clave) (negrita indica pole position) (cursiva indica vuelta rápida puntuable)

| Año  | Escudería               | 1   | 1   | 2   | 2   | 3   | 3   | 4   | 4   | 5   | 5   | 6   | 6   | 7   | 7   | 8   | 8   | 9   | 9   | 10  | 10  | 11  | 11  | 12  | 12  | Pos. | Puntos | Ref.  |
| ---- | ----------------------- | --- | --- | --- | --- | --- | --- | --- | --- | --- | --- | --- | --- | --- | --- | --- | --- | --- | --- | --- | --- | --- | --- | --- | --- | ---- | ------ | ----- |
| 2012 | Ocean Racing Technology | KUA | KUA | SAK | SAK | SAK | SAK | BAR | BAR | MON | MON | VAL | VAL | SIL | SIL | HOC | HOC | BUD | BUD | SPA | SPA | MNZ | MNZ | SIN | SIN | 34.º | 0      | [ 1 ] |
| 2012 | Ocean Racing Technology | Ret | 17  |     |     |     |     |     |     |     |     |     |     |     |     |     |     |     |     |     |     |     |     |     |     | 34.º | 0      | [ 1 ] |
| 2013 | Hilmer Motorsport       | KUA | KUA | SAK | SAK | BAR | BAR | MON | MON | SIL | SIL | NÜR | NÜR | BUD | BUD | SPA | SPA | MNZ | MNZ | SIN | SIN | YMC | YMC |     |     | 11.º | 73     | [ 2 ] |
| 2013 | Hilmer Motorsport       |     |     |     |     | 3   | 10  | 12  | 17  | 5   | 1   | 7   | 1   | 23  | 18  |     |     | 13  | 17  | 9   | 5   | Ret | Ret |     |     | 11.º | 73     | [ 2 ] |
| 2014 |                         | SAK | SAK | BAR | BAR | MON | MON | SPI | SPI | SIL | SIL | HOC | HOC | BUD | BUD | SPA | SPA | MNZ | MNZ | SOC | SOC | YMC | YMC |     |     | 23.º | 6      | [ 3 ] |
| 2014 | MP Motorsport           | 17  | 15  |     |     |     |     |     |     |     |     |     |     |     |     |     |     |     |     |     |     |     |     |     |     | 23.º | 6      | [ 3 ] |
| 2014 | Hilmer Motorsport       |     |     |     |     |     |     |     |     | 22  | 13  | Ret | 5   | 17  | 16  | 19  | Ret | 11  | 15  | 12  | 16  | 18  | 14  |     |     | 23.º | 6      | [ 3 ] |
| 2015 | Hilmer Motorsport       | SAK | SAK | BAR | BAR | MON | MON | SPI | SPI | SIL | SIL | BUD | BUD | SPA | SPA | MNZ | MNZ | SOC | SOC | SAK | SAK | YMC | YMC |     |     | 32.º | 0      | [ 4 ] |
| 2015 | Hilmer Motorsport       |     |     |     |     |     |     |     |     | 16  | 17  |     |     |     |     |     |     |     |     |     |     |     |     |     |     | 32.º | 0      | [ 4 ] |